# ダミアン・チェハノフスキ
ダミアン・チェハノフスキ（Damian Ciechanowski, 1996年4月3日 - ）は、ポーランド・ブィドゴシュチュ出身のプロサッカー選手。オリンピア・グルジョンツ所属。ポジションは、ディフェンダー（ライトバック）。
2013年7月20日、ヤギエロニア・ビャウィストク戦に交代出場でエクストラクラサデビューを果たした。

## タイトル
ザヴィシャ・ブィドゴシュチュ
- ポーランド・カップ 2013-14